# V684 Возничего
V684 Возничего (лат. V684 Aurigae) — двойная затменная переменная звезда типа W Большой Медведицы (EW) в созвездии Возничего на расстоянии (вычисленном из значения параллакса) приблизительно 12165 световых лет (около 3730 парсеков) от Солнца. Видимая звёздная величина звезды — от +17,32m до +17,04m. Орбитальный период — около 0,3384 суток (8,1216 часов).